# سید مرتضی مصطفوی
سید مرتضی مصطفوی (زادهٔ دی ۱۳۵۱ در تهران) نویسنده و فیلم‌نامه‌نویس ایرانی است. وی در آثار سینمایی به نام‌های «خاکستر و برف»  و «محدوده ابری»به عنوان نویسنده فیلم نامه فعالیت داشته‌است. شهرت اصلی او بخاطر نگارش رمان «زندگی مه آلود پریا» است که به دلیل استقبال مخاطبان در کمتر از دو سال به چاپ پنجم رسید. دیگر آثار او داستان «گم شده‌ای در مه» رمان بلند «سیمای شکسته پدرسالار» و سریال «آرام می‌گیریم» و کتاب «تا بی‌نهایت» است.

## آثار

### نویسنده فیلمنامه
- آرام می‌گیریم (سریال تلویزیونی، ۱۳۹۵)
- خاکستر و برف (فیلم سینمایی، ۱۳۹۱)
- محدوده ابری

## تألیفات

### تا بی‌نهایت
داستان بلند تا بی نهای اولین اثر داستانی اوست و تم فلسفی و روان‌شناسی دارد. این اثر در سال ۱۳۹۵ توسط انتشارات نگار و نیما منتشر شد.

### زندگی مه آلود پریا
این رمان در سال ۱۳۹۵ توسط انتشارات داستان به چاپ رسید و نویسنده این رمان پرفروش سید مرتضی مصطفوی است که با استقبال مخاطبین در دو سال به چاپ پنجم رسیده‌است و از لحاظ ادبی نیز توانست نظر منتقدان را به خود جلب کند

### گم‌شده‌ای در مه
گم شده‌ای در مه نوشته سید مرتضی مصطفوی داستان فلسفی است که در سال ۱۳۹۶ توسط انتشارات داستان منتشر شد. این داستان به صورت سیال ذهن و سورئال روایت شده‌است.

### سیمای شکسته پدرسالار
رمان بلند سیمای شکسته پدر سالار توسط نشر داستان در سال ۱۳۹۶ منتشر شد. داستان این رمان در مورد خانواده ای است که به آستانه انحطاط رسیده‌اند و برای فرار از مشکلات اقتصادی و رسیدن به اموال پدر خود به نیرنگهای فراوانی دست یازیده‌اند این رمان مشکلات حال حاضر جامعه رو به تصویر می‌کشد

## فعالیتهای دیگر
- دروازه‌ها (فیلنامه سینمایی)
- بامداد (فیلمنامه سینمایی)
- عضو رسمی انجمن فیلمنامه نویسان خانه سینما
- عضو شورای فیلمنامه انجمن سینمای انقلاب و دفاع مقدس